# Teucrium capitatum
Teucrium capitatum — вид квіткових рослин родини глухокропивових (Lamiaceae).

## Біоморфологічна характеристика
Це напівкущик (10)20–35(45) см заввишки. Стебла прямовисні чи висхідні. Листки (4)7(17) × (1)2.5(4) мм. Суцвіття 3–15 см, розгалужене. Є двостатеві чи жіночі квітки. Чашечка (2)3–3.5(4) мм, трубчасто-дзвінчаста. Віночок 3.5–4(4.5) мм, одногубий, білий, кремовий, рожевий або пурпуровий. Горіхи (1.4)2 × (0.8)1 мм, яйцеподібні, сітчасті, світло-коричневі. 2n=26, 39, 52.

## Поширення
Зростає у Західно-Північній Африці (Алжир, Марокко, Туніс), Європі, Західній і Центральній Азії.